# فایو کورنرز (واشینگتن)
فایو کورنرز (به انگلیسی: Five Corners) یک منطقهٔ مسکونی در ایالات متحده آمریکا است که در شهرستان کلارک، واشینگتن واقع شده‌است. فایو کورنرز ۱۵٫۳ کیلومتر مربع مساحت و ۱۸٬۱۵۹ نفر جمعیت دارد و ۶۵ متر بالاتر از سطح دریا واقع شده‌است.